# Хасдрубал
Вижте пояснителната страница за други личности с името Хасдрубал.
Хасдрубал (на латински: Hasdrubal; † 250 пр.н.е.) е картагенски генерал от 3 век пр.н.е.
Син е на Ханон. Той е един от тримата картагенски военачалници, които Марк Атилий Регул и Луций Манлий Вулзон Лонг
побеждават през 256 пр.н.е. по време на Първата пуническа война в битката при нос Екном (на южния бряг на Сицилия).
През 255 пр.н.е. той е военачалник в битката при Адис на 20 км от Картаген и е победен от Марк Атилий Регул.
През 254 пр.н.е. Хасдрубал е изпратен с голяма войска на Сицилия, но там е разбит през 250 пр.н.е. от проконсула Луций Цецилий Метел при Панорм, който пленява голям брой бойни слонове, които показва същата година на триумфалното си шествие в Рим.
Заради тази загуба пунийците осъждат Хасдрубал по време на отсъствието му на смърт.